# Transtorno não especificado da personalidade
Transtorno não especificado da personalidade é um transtorno de personalidade do DSM-IV do Eixo II.

## Critérios de diagnóstico (DSM-IV-TR = 301.9)
Este diagnóstico pode ser dado quando nenhum outro transtorno de personalidade definido no DSM se encaixa nos sintomas do paciente.